# 房宿三
房宿三（拉丁化來自δ Scorpii，縮寫為Delta Sco，δ Sco ）是一顆聯星（系統中第三顆恆星的存在正在爭論中），位在星座天蠍座。主星被命名為Dschubba/ˈdʒʌbə/.。

## 觀察
房宿三位於黃道南方2.0度。1981年，它被航海家2號觀察到它被土星環遮擋，星光意外地被明顯的空隙遮擋，這表明"主環系統中任何地方都幾乎沒有空的空間"。

### 變異性
房宿三A是一顆仙后座γ型變星。這種類型的恆星是由於環繞在周圍的物質，而顯示出百分之幾星等的緩慢且不規則的亮度變化。
在2000年6月，塞巴斯蒂安·奧特羅（Sebastian Otero）觀察到房宿三比正常情況亮0.1星等；自那以後，它的亮度一直在變化，是星等至少達到了1.6星等，改變了人們熟悉的天蠍座外觀。爆發開始後拍攝的光譜表明，這顆恆星正在從其赤道區域拋出發光氣體。它的伴星在2011年經過近星點附近，再次導致這顆恆星在2011年7月5日至15日之間達到1.65的峰值。

## 命名法

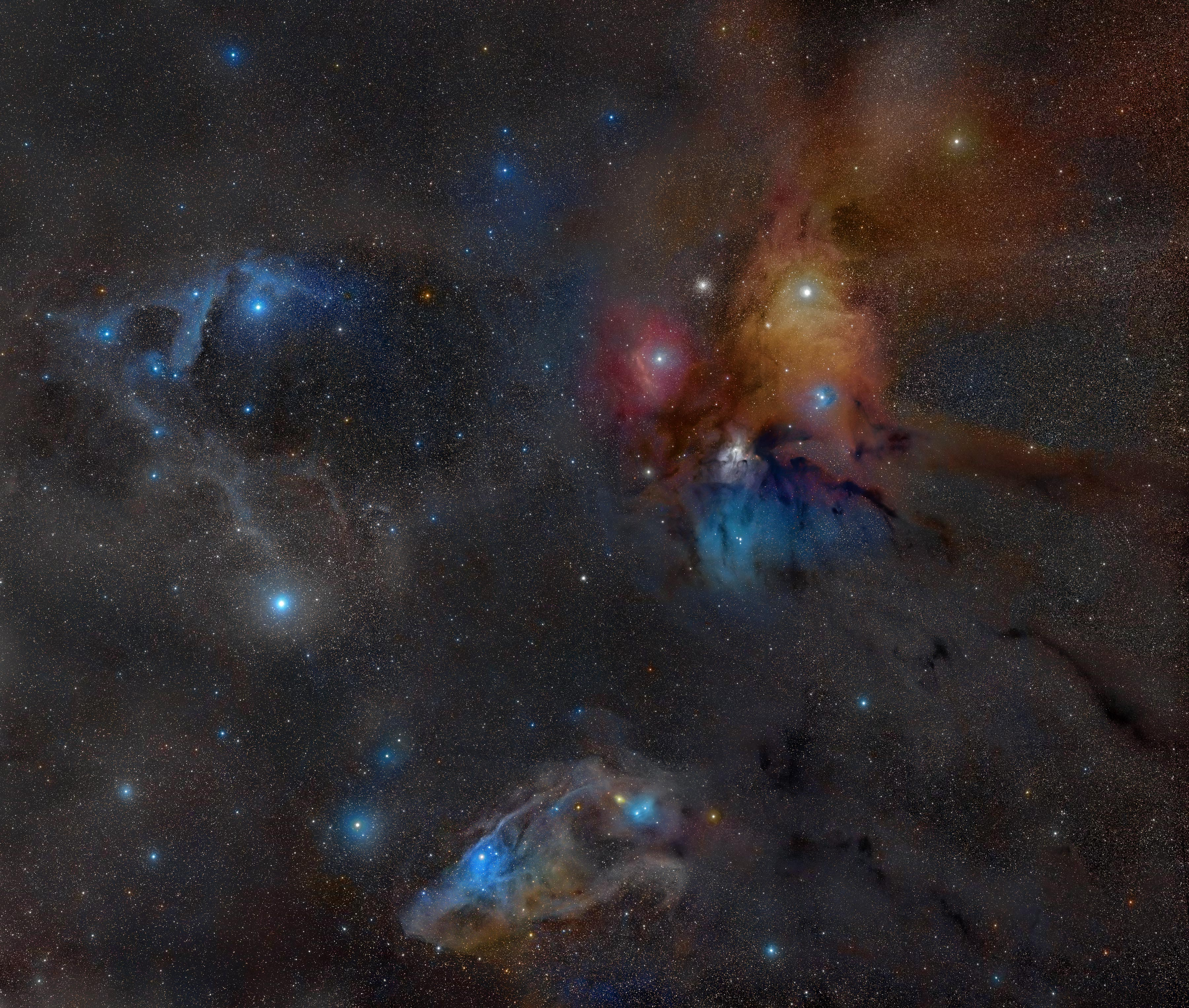
心宿增四（蛇夫座ρ）的區域。 房宿三（天蠍座δ）是左邊明亮的白色恒星（北面向下）。

房宿三（拉丁化為Delta Scorpii）在拜耳系統的名稱是天蠍座δ。兩顆成員分別是"天蠍座A"和"B"。
房宿三的傳統名稱是"Dschubba"。在2016年，國際天文學聯合會組織了恆星名稱工作組（WGSN），對恆星的專有名稱進行編目和標準化。WGSN於2016年8月21日批准了"Dschubba"做為"天蠍座δA"的名稱。
在中國，房宿意思是"房間"，指由天蠍座δ、天蠍座β1、天蠍座β2、天蠍座π、和天蠍座ρ組成的星群。因此，中文名的房宿三就是天蠍座δ，意思就是"房間（房宿）的第三顆星"。

## 性質
房宿三曾被用做B0 IV分類的光譜標準，但現在被認為太不尋常和多變。
主星房宿三A，是一顆B級次巨星，周圍環繞著由快速旋轉的恆星剝離的物質形成的盤。伴星房宿三B以10.5年在高度細長的橢圓軌道上運行一周；它似乎是一顆正常的B型主序星。有報導稱，房宿三A本身是非常接近的光譜聯星，但事實似乎並非如此。
根據房宿三的自行，它是天蠍-半人馬OB星協的子群，上天蠍的成員，這是由最接近太陽的大質量恆星組成，有共同運動的恆星集團。上天蠍子群包含數千顆平均年齡為1,100萬年的年輕恆星，平均距離為470光年（145秒差距）。

## 外部連結
- *Jim Kaler's Stars, University of Illinois: Dschubba
- Delta Scorpii brighter than ever[永久] (Sky and Telescope, February 4, 2002)
- Delta Scorpii still showing off (Sky and Telescope, June 25, 2003)
- Delta Scorpii: the birth of a Be star （页面存档备份，存于） (AAVSO article)